# Hesperides (Luisiana)

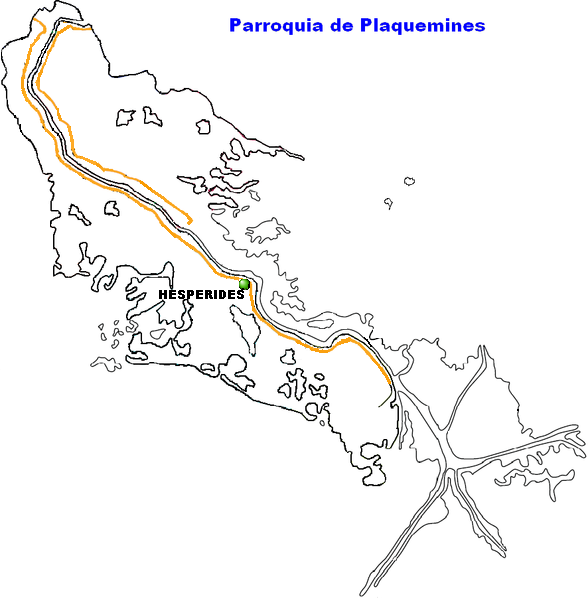
Localización de Hesperides en el mapa de la Parroquia de Plaquemines.

Hesperides es una pequeña localidad ubicada sobre el delta del río Misisipi, dentro de la parroquia de Plaquemines, en el estado de Luisiana, Estados Unidos.

## Geografía
La localidad de Hesperides se localiza en 29°26′45″N 89°37′01″O / 29.44583, -89.61694. Esta comunidad posee solo un metro de elevación sobre el nivel del mar, convirtiéndola en una zona proclive a las inundaciones. Su población se compone de menos de doscientos habitantes. Esta comunidad se localiza a setenta y tres kilómetros de Nueva Orleans, la principal ciudad de todo el estado, y a 556 kilómetros del aeropuerto internacional más cercano, el (IAH) Houston George Bush Intercontinental Airport.